# Rüsselsheim Crusaders
I Rüsselsheim Crusaders sono una squadra di football americano di Rüsselsheim am Main, in Germania. Fondati nel 1981, hanno chiuso nel 1994. Sono stati rifondati nel 2016.

## Dettaglio stagioni

### Tornei nazionali

#### Campionato

##### Bundesliga
| Stagione | regular season | regular season | regular season | regular season | regular season | regular season | playoff | playoff | playoff | playoff | playoff | playoff   | playoff    |
|          | Vin            | Par            | Per            | Tot            | PF             | PS             | Vin     | Per     | Tot     | PF      | PS      | risultato | avversaria |
| -------- | -------------- | -------------- | -------------- | -------------- | -------------- | -------------- | ------- | ------- | ------- | ------- | ------- | --------- | ---------- |
| 1989     | 1              | 0              | 9              | 10             | 45             | 240            | -       | -       | -       | -       | -       | -         | -          |
| 1990     | 0              | 0              | 12             | 12             | 23             | 349            | -       | -       | -       | -       | -       | -         | -          |
| Totale   | 1              | 0              | 21             | 22             | 68             | 589            | -       | -       | -       | -       | -       |           |            |

Fonti: Enciclopedia del Football - A cura di Roberto Mezzetti

##### 2. Bundesliga
| Stagione | regular season | regular season | regular season | regular season | regular season | regular season | playoff | playoff | playoff | playoff | playoff | playoff          | playoff            |
|          | Vin            | Par            | Per            | Tot            | PF             | PS             | Vin     | Per     | Tot     | PF      | PS      | risultato        | avversaria         |
| -------- | -------------- | -------------- | -------------- | -------------- | -------------- | -------------- | ------- | ------- | ------- | ------- | ------- | ---------------- | ------------------ |
| 1982     | 0              | 0              | 2              | 2              | 0              | 78             | -       | -       | -       | -       | -       | -                | -                  |
| 1983     | 1              | 0              | 7              | 8              | 55             | 203            | -       | -       | -       | -       | -       | -                | -                  |
| 1984     | 9              | 0              | 4              | 13             | 393            | 163            | -       | -       | -       | -       | -       | -                | -                  |
| 1985     | 6              | 0              | 4              | 10             | 202            | 122            | 0       | 1       | 1       | 13      | 16      | Quarti di finale | Rothenburg Knights |
| 1986     | 4              | 0              | 1              | 5              | 200            | 30             | 0       | 1       | 1       | 6       | 27      | Quarti di finale | München Rangers    |
| 1987     | 8              | 0              | 2              | 10             | 323            | 91             | -       | -       | -       | -       | -       | -                | -                  |
| 1988     | 9              | 0              | 1              | 10             | 194            | 103            | 0       | 2       | 2       | 6       | 75      | Non promossi     | Königsbrunn Ants   |
| Totale   | 37             | 0              | 21             | 58             | 1367           | 790            | 0       | 4       | 4       | 25      | 118     |                  |                    |

Fonti: Enciclopedia del Football - A cura di Roberto Mezzetti

##### Regionalliga
| Stagione | regular season | regular season | regular season | regular season | regular season | regular season | playoff | playoff | playoff | playoff | playoff | playoff   | playoff    |
|          | Vin            | Par            | Per            | Tot            | PF             | PS             | Vin     | Per     | Tot     | PF      | PS      | risultato | avversaria |
| -------- | -------------- | -------------- | -------------- | -------------- | -------------- | -------------- | ------- | ------- | ------- | ------- | ------- | --------- | ---------- |
| 1993     | 8              | 0              | 2              | 10             | 226            | 134            | -       | -       | -       | -       | -       | -         | -          |
| 1994     | 5              | 1              | 2              | 8              | 226            | 101            | -       | -       | -       | -       | -       | -         | -          |
| Totale   | 13             | 1              | 4              | 18             | 452            | 235            | -       | -       | -       | -       | -       |           |            |

Fonti: Enciclopedia del Football - A cura di Roberto Mezzetti

##### Landesliga (quarto livello)/Oberliga
| Stagione | regular season | regular season | regular season | regular season | regular season | regular season | playoff | playoff | playoff | playoff | playoff | playoff   | playoff                    |
|          | Vin            | Par            | Per            | Tot            | PF             | PS             | Vin     | Per     | Tot     | PF      | PS      | risultato | avversaria                 |
| -------- | -------------- | -------------- | -------------- | -------------- | -------------- | -------------- | ------- | ------- | ------- | ------- | ------- | --------- | -------------------------- |
| 1992     | 3              | 1              | 0              | 4              | 83             | 46             | -       | -       | -       | -       | -       | -         | -                          |
| 2019     | 6              | 1              | 1              | 8              | 215            | 53             | 1       | 1       | 2       | 49      | 32      | Promossi  | Bad Kreuznach Thunderbirds |
| Totale   | 9              | 2              | 1              | 12             | 298            | 99             | 1       | 1       | 2       | 49      | 32      |           |                            |

Fonti: Enciclopedia del Football - A cura di Roberto Mezzetti

##### Landesliga (quinto livello)
| Stagione | regular season | regular season | regular season | regular season | regular season | regular season | playoff | playoff | playoff | playoff | playoff | playoff   | playoff    |
|          | Vin            | Par            | Per            | Tot            | PF             | PS             | Vin     | Per     | Tot     | PF      | PS      | risultato | avversaria |
| -------- | -------------- | -------------- | -------------- | -------------- | -------------- | -------------- | ------- | ------- | ------- | ------- | ------- | --------- | ---------- |
| 2018     | 8              | 0              | 0              | 4              | 221            | 39             | -       | -       | -       | -       | -       | -         | -          |
| Totale   | 8              | 0              | 0              | 4              | 221            | 39             | -       | -       | -       | -       | -       |           |            |

Fonti: Enciclopedia del Football - A cura di Roberto Mezzetti

##### Verbandsliga (sesto livello)
| Stagione | regular season | regular season | regular season | regular season | regular season | regular season | playoff | playoff | playoff | playoff | playoff | playoff   | playoff          |
|          | Vin            | Par            | Per            | Tot            | PF             | PS             | Vin     | Per     | Tot     | PF      | PS      | risultato | avversaria       |
| -------- | -------------- | -------------- | -------------- | -------------- | -------------- | -------------- | ------- | ------- | ------- | ------- | ------- | --------- | ---------------- |
| 2017     | 5              | 0              | 1              | 6              | 176            | 70             | 1       | 1       | 2       | 58      | 44      | Finale    | Nauheim Wildboys |
| Totale   | 5              | 0              | 1              | 6              | 176            | 70             | 1       | 1       | 2       | 58      | 44      |           |                  |

Fonti: Enciclopedia del Football - A cura di Roberto Mezzetti